# Michael P. Moran
Michael P. Moran (Yuba City, 8 februari 1944 – New York, 4 februari 2004) was een Amerikaans acteur.

## Biografie
Moran werd geboren in Yuba City, maar het gezin verhuisde regelmatig vanwege het werk van zijn vader, die officier in de United States Army was. In 1966 verhuisde Moran naar New York, waar hij kunst studeerde aan de New York University. Op de middelbare school begon hij met acteren in kleine voorstellingen en later trad hij op in theaters overal in het land.
Moran begon in 1979 met acteren voor televisie in de film Squeeze Play. Hierna speelde hij rollen in films en televisieseries als Knightriders (1981), Scarface (1983), Lean on Me (1989), Ghostbusters II (1989), Sleepers (1996) en Law & Order (1991–2002).
Moran overleed op 4 februari 2004 in zijn woonplaats New York aan de gevolgen van het syndroom van Guillain-Barré.

## Filmografie

### Films
Selectie:
- 1996: Sleepers – rechter
- 1993: Carlito's Way – gast op feest
- 1992: The Turning – Jim McCutcheon
- 1990: State of Grace – barkeeper
- 1989: Ghostbusters II – Frank de portier
- 1989: Lean on Me – Mr. O'Malley
- 1986: Nine 1/2 Weeks – kippenverkoper op markt
- 1985: Marie – Bill Thompson
- 1983: Scarface – Nick the Pig
- 1981: Knightriders – Cook

### Televisieseries
Uitgezonderd eenmalige gastrollen.
- 2000–2001: Deadline – ?? (2 afl.)
- 1992: Square One TV – Long John Silverplate (2 afl.)

- Virtual International Authority File: 102866555